# Promiscuidade enzimática
A promiscuidade enzimática é a capacidade de uma enzima de catalisar uma reação lateral fortuita além de sua reação principal. Embora as enzimas sejam catalisadores notavelmente específicos, muitas vezes podem realizar reações colaterais além de sua atividade catalítica nativa principal. Essas atividades promíscuas são geralmente lentas em relação à atividade principal e estão sob seleção neutra. Apesar de normalmente serem fisiologicamente irrelevantes, sob novas pressões seletivas essas atividades podem conferir um benefício de aptidão, portanto, levando a evolução da atividade antes promíscua para se tornar a nova atividade principal. Um exemplo disso é a atrazina clorohidrolase (codificada como atzA) de Pseudomonas sp. ADP que evoluiu da melamina desaminase (codificada como triA), que tem uma atividade promíscua muito pequena em relação à atrazina, uma substância química artificial.